# Eriq La Salle
Eriq Ki La Salle (23. července 1962, Hatford, Connecticut, USA) je americký herec a režisér. Známým se stal v roce 1994, když byl obsazen do role Dr. Petera Bentona v úspěšném dramatickém seriálu Pohotovost americké televizní stanice NBC.

## Životopis
Narodil se 23. července 1962 v Hatfordu jako jeden ze čtyř sourozenců. Vychovávala ho pěstounka Ada Haynes. Studoval herectví na univerzitě New York University's, která ale nedokončil. Ještě předtím studoval dva roky divadelní program na Julliardu. Poté, co opustil studia, se objevil v několika inscenacích na Broadway a hrál pro několik divadelních společností. Jako reportér se objevil v seriálu One Life to Live. V roce 1988 dostal první vedlejší filmovou roli ve snímku Cesta do Ameriky, kde si zahrál po boku Eddie Murphyho. Tato role ho dostala do širšího hereckého povědomí veřejnosti.

## Kariéra

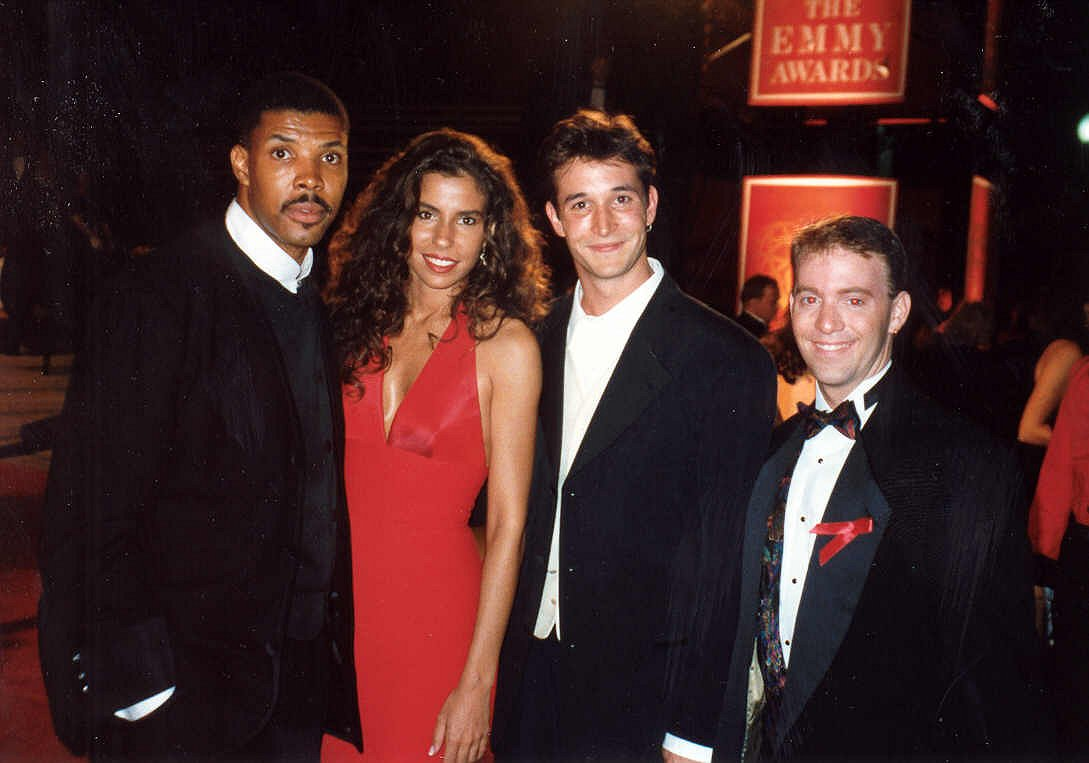
Zleva: Eriq la Salle, Angela Johnson, Noah Wyle a Eric Van Danen v roce 1995 na udělování cen Emmy

Největší známost mu přinesla role Dr. Petera Bentona v seriálu Pohotovost, kde hrál už od jeho debutu v roce 1994. Byl tak jedním z původního šestičlenného hereckého obsazení první řady. V seriálu působil v osmi sezónách až do roku 2002, kdy jeho postava seriál opustila. V roce 2009 si v patnácté řadě zahrál ve dvou dílech, včetně poslední finálové epizody.
V roce 1996 režíroval film televizní stanice HBO Nejtvrdší zápas, v němž si sám zahrál. Po jeho boku se objevil i Don Cheadle, později známý ze snímku Hotel Rwanda. Po odchodu z Pohotovosti dostával menší role, například ve filmu Expres foto. Podílel se na režii seriálu Soul Food: The Series, v němž si i zahrál. Působil zde v roli jamajského gangstera. V tomto seriálu si zahrál po boku Rogera Daltreye. Představil se i ve filmu Crazy As Hell, který sám také režíroval. Spolupracoval také na režii několika epizod seriálu Zákon a pořádek: Útvar pro zvláštní oběti.
Po delší herecké přestávce se v roce 2009 objevil ve filmu Relative Stranger. V tomto snímku si zahrál s bývalou hereckou kolegyní z Pohotovosti Michael Michele (Dr. Cleo Finch). V roce 2010 se představil také v roli generálního tajemníka OSN v seriálu 24 hodin. V roce 2015 se objevil ve třetí řadě seriálu Pod kupolí. Menší role si také zahrál v seriálu CSI: Cyber, Noční směna a Madam Secretary. V roce 2016 zrežíroval díly seriálů Lucifer a Murder in the First. V roce 2017 si zahrál roli Willa Munsona ve filmu Logan: Wolverine.

## Filmografie

### Film
| Rok  | Název                       | Role                       | Poznámky            |
| ---- | --------------------------- | -------------------------- | ------------------- |
| 1985 | Rappin'                     | Ice                        |                     |
| 1985 | Sejmi ho a běž              | Fargas                     |                     |
| 1986 | Where Are the Children?     | Bernie Miles               |                     |
| 1987 | Pět rohů                    | Samuel Kemp                |                     |
| 1988 | Cesta do Ameriky            | Darryl Jenks               |                     |
| 1990 | Jakubův žebřík              | Frank                      |                     |
| 1994 | Barvy noci                  | Anderson                   |                     |
| 1994 | Drop Squad                  | Bruford Jamison Jr         |                     |
| 1996 | Psalms from the Underground |                            | krátkometrážní film |
| 2002 | Expres foto                 | detektiv James Van Der Zee |                     |
| 2002 | Crazy as Hell               | muž                        |                     |
| 2003 | Motorkáři                   | Tariq 'Slick Will'         |                     |
| 2004 | The Seat Filler             | Alonso Grant               |                     |
| 2004 | Inside Out                  | doktor Peoples             |                     |
| 2016 | Irská krev                  | Julius                     |                     |
| 2017 | Logan: Wolverine            | Will Munson                |                     |

### Televize
| Rok       | Název                               | Role                    | Poznámky                        |
| --------- | ----------------------------------- | ----------------------- | ------------------------------- |
| 1985      | One Life to Live                    | Mike Rivers             |                                 |
| 1985      | Out of the Darkness                 | Bobby                   | TV film                         |
| 1986      | Spenser: For Hire                   | Jeffrey Miller          | díl: „Angel of Desolation“      |
| 1986      | ABC Afterschool Specials            | Charlie                 | díl: „Teen Father“              |
| 1987      | Another World                       | Charles Thompson        | díl 1.5762                      |
| 1987      | Mariah                              |                         | díl: „Equations“                |
| 1987      | Vietnam War Story                   | K.C.                    | díl: „The Mine“                 |
| 1988      | What Price Victory                  | Trumayne James          | TV film                         |
| 1988      | Knightwatch                         | Derek D                 | díl: „Codes“                    |
| 1989      | Kouzelná chvíle                     | tanečník                | TV film                         |
| 1989      | Gideon Oliver                       | Ezra                    | díl: „By the Waters of Babylon“ |
| 1989      | When We Were Young                  | Virgil Hawkins          | TV film                         |
| 1990      | B.L. Stryker                        | Mark Hastings Jr.       | díl: „Winner Takes All“         |
| 1990      | A Different World                   | Prof. Paul Mann         | díl: „The Power of the Pen“     |
| 1990      | Hammer, Slammer, & Slade            | Jack Spade              | TV film                         |
| 1991      | Eyes of a Witness                   | Mchumbo                 | TV film                         |
| 1991      | L.A. Law                            | Kenny Webster           | díl: „Speak, Lawyers, for Me“   |
| 1991      | Screenplay                          | Eric                    | díl: „Murder in Oakland“        |
| 1992      | Quantum Leap                        | Bobby Lee               | díl: „A Song for the Soul“      |
| 1992      | The Human Factor                    | Michael Stoven          | 5 dílů                          |
| 1993      | Empty Cradle                        | detektiv Knoll          | TV film                         |
| 1994      | Under Suspicion                     | detektiv LeBlanc        | díl: „Pilot“                    |
| 1994–2009 | Pohotovost                          | Peter Benton            | hlavní role, 171 dílů           |
| 1996      | Nejtvrdší zápas                     | Diego                   | TV film                         |
| 1998      | Adventures from the Book of Virtues | král Menelaus (hlas)    | díl: „Determination“            |
| 1998      | The Larry Sanders Show              | sám sebe                | díl: „Beverly's Secret “        |
| 1999      | Chladnokrevná hra                   | Lucas Davenport         | TV film                         |
| 2003      | Zóna soumraku                       | Ray Ellison             | díl: „Druhá šance“              |
| 2003      | The System                          | Andrew Evans            | 9 dílů                          |
| 2005      | Conviction                          | Peter Seidman           | TV film                         |
| 2009      | Beze stopy                          | Aaron Gibbs             | díl: „Ticho před bouří“         |
| 2009      | Relative Stranger                   | Walter Clemons          | TV film                         |
| 2009      | Děsivá předpověď                    | Charley 'Boomer' Baxter | TV film                         |
| 2010      | V utajení                           | Christopher McAuley     | díl: „In the Light“             |
| 2010      | 24 hodin                            | generál                 | 2 díly                          |
| 2011      | Jak dobýt Ameriku                   | Everton Thompson        | 3 díly                          |
| 2011–2012 | Muž s posláním                      | Evan 'E-Mo' Morris      | 6 dílů                          |
| 2012      | Megazkrat: Smrtící výpadek          | Geroge Lumas            | 3 díly                          |
| 2013      | We Need Help                        | strážník                |                                 |
| 2015      | Pod kupolí                          | Hektor Martin           | 5 dílů                          |
| 2016      | Angie Tribeca                       | Dr. Brainerd            | díl: „Organ Trail“              |